# Brent Briscoe
Brent Briscoe, född 21 maj 1961 i Moberly, Missouri, död 18 oktober 2017 i Los Angeles, Kalifornien, var en amerikansk skådespelare och manusförfattare.
Briscoe studerade vid University of Missouri och inledde sin skådespelarkarriär inom teatern innan han fick sin första filmroll.

## Filmografi
- 1998 – Another Day in Paradise
- 2007 – Crazy